# Посёлок учхоза Новоаннинского сельхозтехникума
Посёлок учхоза Новоаннинского сельхозтехникума — сельский населённый пункт (посёлок) в Новоаннинском районе Волгоградской области России. Входит в городское поселение г. Новоаннинский.
Население — 3 (2021)

## География
Посёлок находится в степной местности, в пределах Хопёрско-Бузулукской равнины, являющейся южным окончанием Окско-Донской низменности, при вершине балки Солёная (бассейн реки Бузулук), на восточном берегу Поливного пруда. Центр населённого пункта расположен на высоте около 110 метров над уровнем моря. Почвы — чернозёмы южные и чернозёмы обыкновенные.
По автомобильным дорогам расстояние до областного центра города Волгоград составляет 270 км, до районного центра города Новоаннинский - около 16 км. Ближайшая железнодорожная станция Филиново расположена в городе Новоаннинский.
Часовой пояс
Учхоза Новоаннинского Сельхозтехникума, как и вся Волгоградская область, находится в часовой зоне МСК (московское время). Смещение применяемого времени относительно UTC составляет +3:00.

## История
Посёлок Учхоз сельхозтехник впервые упоминается в списке населенных пунктов Ново-Анненского района Сталинградской области на 1 января 1945 года. Посёлок входил в Ново-Анненский сельсовет. В 1978 году железнодорожный разъезд Солоново Новоаннинского горсовета был приписан к поселку учхоза Новоаннинского сельхозтехникума

## Население
| 2002 |
| ---- |
| 41   |

| 2010 | 2012 | 2013 | 2014 | 2016 | 2017 | 2018 |
| ---- | ---- | ---- | ---- | ---- | ---- | ---- |
| 8    | →8   | →8   | ↘7   | →7   | ↗8   | →8   |
| 2019 | 2020 | 2021 |      |      |      |      |
| →8   | ↘5   | ↘3   |      |      |      |      |